# エジプト第30王朝
エジプト第30王朝（エジプトだい30おうちょう）は、紀元前4世紀にエジプトを支配した王朝。ネクタネボ1世がハコルの子ネフェリテス2世を排してこれを創始した。この王朝は時代的には末期にあたると考えるのが普通である。この王朝は最後のエジプト人の王朝であるとされる。

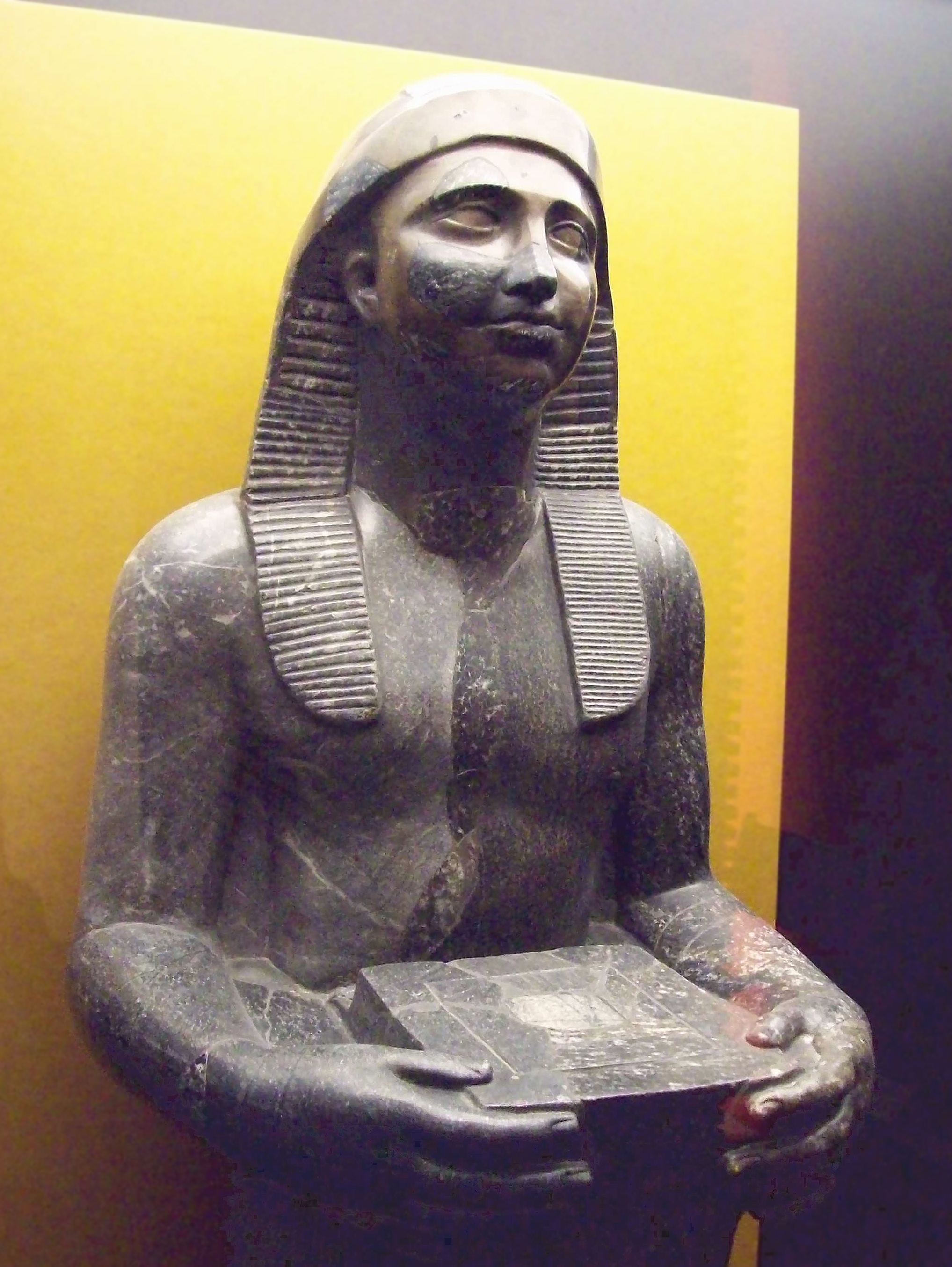
ネクタネボ1世の像

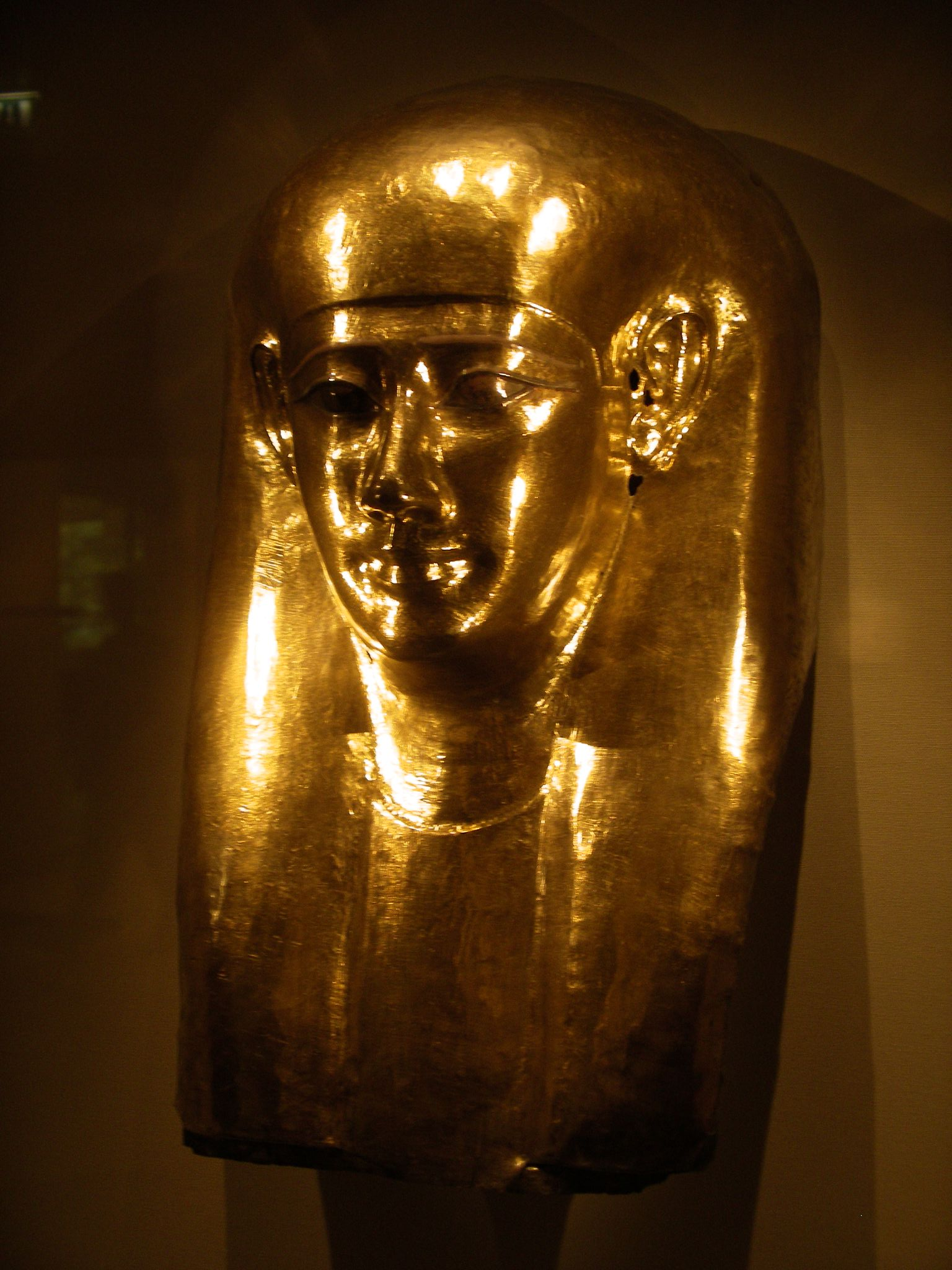
エジプト第30王朝時代のマスク

## 歴史
ネクタネボ1世は紀元前380年11月にはエジプト全域を掌握していた。在位中はもっぱら再度のエジプト征服を目指すアケメネス朝ペルシャに対して守勢にまわっており、ときにスパルタとアテナイの援軍をうけこれを撃退するという状況だった。しかしペルシア内部での不和や地勢を熟知したエジプト軍の戦術などが奏功し、ついに侵略を許さなかった。紀元前365年には息子のテオス（ジェドホル)とエジプトを共同統治するとともに、後継者につけている。ネクタネボ1世の時代の王国は安定しており、文化面でも神殿の建設が盛んに行われた。父の死後、テオスは現在のシリアとイスラエルにあたるペルシアの領土に攻め入り、ある程度の成功をおさめるが、実の兄弟チャヘプイムの策謀によって王位を失った。チャヘプイムはテオスがエジプト国内で人気がないことを利用して、自分の子でありテオスの孫であるネクタネボ2世とともに即位を宣言したのである。エジプトの軍はネクタネボのもとで結束したため、テオスは即位してまもなくペルシア王のもとへ落ちのびねばならなかった 。
ネクタネボ2世の治世もやはりエジプトを再び征服しようとつとめるペルシアの支配者に左右された。ペルシア王たちにとってエジプトの存在は地方総督の反乱のようなものだったのだ。アルタクセルクセス3世が国内をかためねばならなかったために、しばらくはペルシアの攻撃をうけずにすんでいた。さらに紀元前351-350年の冬におこなわれたエジプト遠征も成功せず、この敗戦の影響でキプロス、フェニキア、キリキアのペルシアからの離反がすすんだ。ネクタネボ2世は反ペルシアをうたう勢力を支援したが、アルタクセルクセス3世はしだいにこういった抵抗勢力を押さえ込み、紀元前343年に再びエジプトを侵略するだけの余裕がうまれる。この二度目の出兵は成功をおさめ、ネクタネボはナイルのデルタ地帯から守備兵を引き払い、メンフィスに退くことを余儀なくされた。しかしそこでファラオは自身の権力基盤を失った事を知り、南のヌビアへと逃げ出すことになる。ナパタの王（Nastesen）の庇護をあてにしたものだったが、実際ネクタネボはこのエジプトの南で独立勢力として2年以上もその地位を保つのである。エドフでみつかった記録には18年という数字がみられる 。ネクタネボ2世の治世は、先々代のそれよりも宗教に力点がおかれていた。しかしただ次々と神殿が建てられただけでなく、そこにそなえられる彫像などもすぐれたものが多くみられる。神々を崇拝し、自らを信心深いファラオと位置づけている点はピーター・クレイトンのいうように、かつての価値観への回帰とみることもできる。
反逆者のカバシ（Khabash）が王を自称した時代が影を落としているが（紀元前338-336年）、ネクタネボはエジプトを支配した最後のエジプト人のファラオとされている人物であり、彼のエジプトからの逃亡は独立した統一体としてのエジプトの終わりを象徴している 。

## 文化

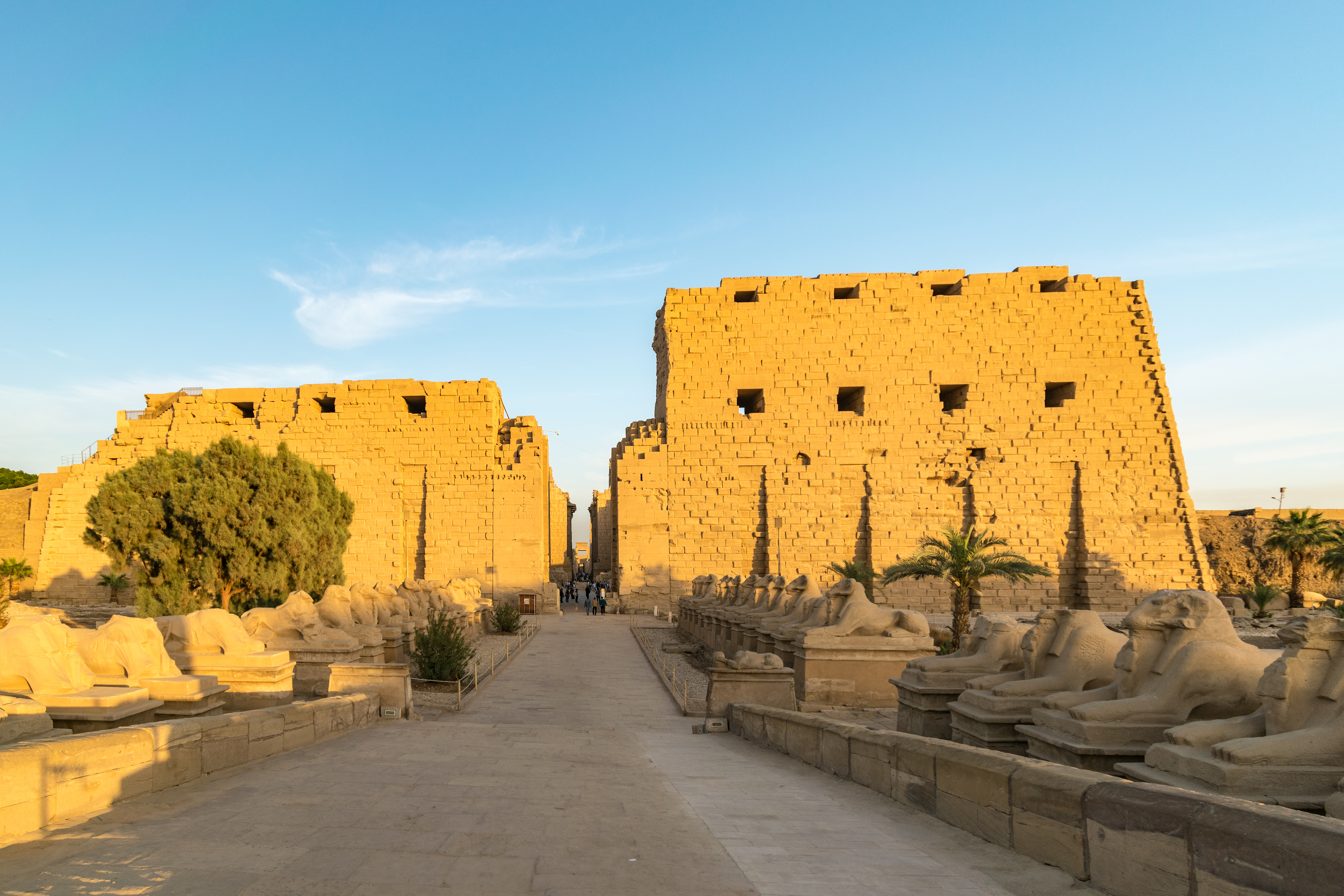
ネクタタボ1世が建造したカルナック神殿の第1塔門

無数の記念碑や神殿を建立した偉大な建築者としても名を残している、ネクタネボ1世はエジプト中に無数にある神々の荒廃した神殿を修復し、聖なる島フィラエに小さなキオスク（あずまや）を立てたりした。また、エルキャブ、メンフィス、サフト・エル・ヘンネフ、タニスにも聖所をつくらせた。これらの都市、特にフィラエは後に古代エジプトにおいて重要な信仰の地となるのであった。また、この時期の信仰はイシスの祭祀がおこなわれる最初の一歩であった。ヘルモポリスでラムセス2世のピュロン（塔門）のまえにすぐれた石柱を立てたのもこの王朝でのことである。カルナックの神殿にも最初のピュロンをもうけている。
この王朝の滅亡後には、再びペルシアの支配下に収まることになるが、その時期であってもこの王朝の時代の建造物は残り続けることとなり、前述したようにエジプトの神々を崇拝する中心地として残り続けることになる。

## 歴代王
| プラエノーメン            | ファラオ名    | 在位                      |
| ------------------------- | ------------- | ------------------------- |
| Kheperkare                | ネクタネボ1世 | 紀元前380年 - 紀元前362年 |
| Irmaatenre                | テオス        | 紀元前362年 - 紀元前360年 |
| Senedjemibra Setepeninhur | ネクタネボ2世 | 紀元前360年 - 紀元前343年 |